# Zbigniew Messner
Zbigniew Stefan Messner (pronunciación en polaco: /ˈzbiɡɲɛf ˈmɛsnɛr/ (escucharⓘ);  Stryi, 13 de marzo de 1929 – Varsovia, 10 de enero de 2014) fue un economista comunista y político polaco. Sus raíces tenían una ascendencia alemana que se habían asimilado en la sociedad polaca. En 1972, fue profesor de la Universidad  Karol Adamiecki de Economía de Katowice. Fue miembro del Comité Central del Partido Obrero Unificado Polaco desde 1981 hasta 1988, vice primer ministro de 1983 a 1985 y primer ministro de 1985 a 1988.
En 1988, el gabinete de Messner perdió una moción de confianza en el Parlamento y tuvo que traspasar sus cargos a Mieczysław Rakowski. Esto fue un evento sin precedentes en el mundo comunista, uno de los signos más fuertes del cambio democrático traído por Mijaíl Gorbachov. Alternativamente, este cambio de gabinete podría verse fácilmente como uno de los muchos pasos similares de reorganización interna que llevaban a cabo periódicamente los regímenes de todos los países dominados por los comunistas.
Murió el 10 de enero de 2014.